# Bombardeio de Formiga

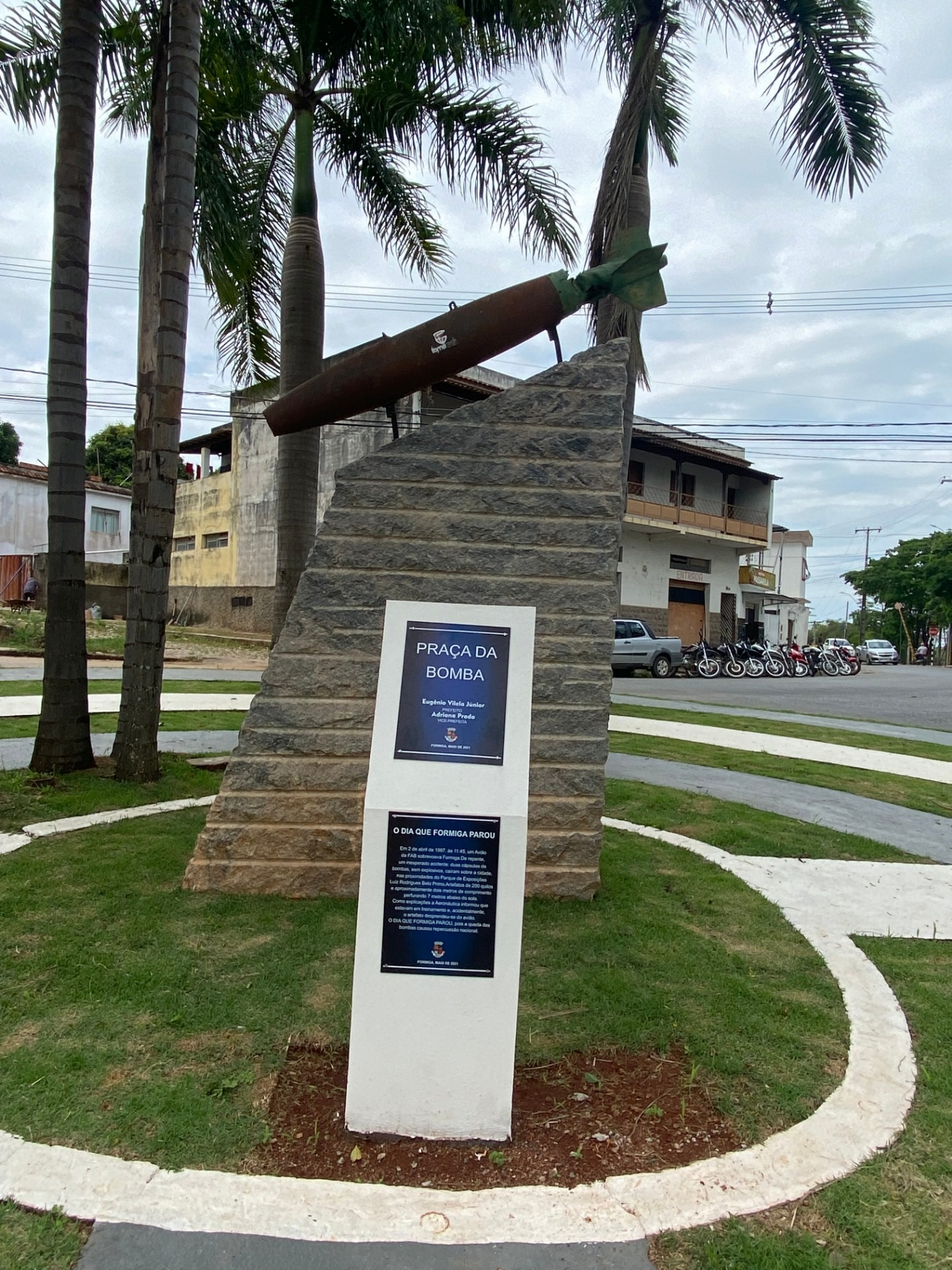
Monumento na Praça da Bomba, local onde uma das bombas caiu

Bombardeio de Formiga é o nome dado ao incidente ocorrido em 2 de abril de 1987, quando dois aviões da Força Aérea Brasileira (FAB) lançaram, por engano, três bombas sobre a cidade de Formiga, no interior de Minas Gerais, durante um exercício de treinamento militar.

## O incidente
Durante uma missão de treinamento noturno, dois caças Northrop F-5E Tiger II do 1º Grupo de Aviação de Caça da FAB retornavam à base aérea de Santa Cruz, no Rio de Janeiro. Os pilotos, que realizavam um exercício com bombas inertes (sem carga explosiva), por falha de navegação ou erro de comunicação, liberaram três bombas sobre o perímetro urbano de Formiga.
Os artefatos atingiram áreas próximas ao centro da cidade, incluindo a região onde hoje está localizada a Praça da Bomba. Apesar dos danos materiais, não houve vítimas. O caso gerou comoção nacional e levou à abertura de investigações internas por parte das autoridades militares.

## Repercussão
O incidente foi amplamente noticiado pela imprensa à época. Em Formiga, o caso ficou marcado na memória coletiva, e uma cápsula de uma das bombas foi preservada e exposta na praça central da cidade, tornando-se símbolo do episódio.